# 露露·肯尼迪·凯恩斯
露露·肯尼迪·凯恩斯 （英語：Lulu Kennedy-Cairns，藝名：露露，本名：Marie McDonald McLaughlin Lawrie，1948年11月3日—），是苏格兰歌手、女演员、电视名人以及女商人。 她以其强劲的歌声而闻名。